# لوپ (فیلم ۲۰۲۰)
لوپ (انگلیسی: Loop) یک فیلم کوتاه پویانمایی آمریکایی در سال ۲۰۲۰ است که توسط اریکا میلسوم کارگردانی شده‌است. فیلم توسط پیکسار تهیه و توسط استودیو سینمایی والت دیزنی توزیع شده‌است. این ششمین فیلم کوتاه در برنامه "SparkShorts" پیکسار است و با تمرکز بر روی یک پسر و یک دختر بی کلام و یادگیری درک یکدیگر است. این فیلم کوتاه در ۱۰ ژانویه ۲۰۲۰ در دیزنی+ منتشر شد.